# 温塘战斗
温塘战斗是中国抗日战争中，中國共產黨領導的國民革命軍第十八集团军（八路軍）第115师与日军的一次战斗。
日军5师团21联队1000余人由平山县向温塘进军，于井日军合击八路军。八路军115师344旅和晋察冀军区第4、5支队在温塘设下埋伏，689团在温塘以东阻援。10时，设伏部队对进入口袋的日军发起进攻，经5小时战斗日军一部被歼，但689团阻援未成功援军逼近，八路军撤出战斗 。